# Hymna Ligy mistrů
Hymna Ligy mistrů UEFA oficiálně nazývaná The UEFA Champions League Anthem je hymna Ligy mistrů UEFA, která byla zkomponována v roce 1992 při vzniku této nové soutěže, která nahradila Pohár mistrů evropských zemí.

## Historie
Při reorganizaci původní soutěže Poháru mistrů evropských zemí na Ligu mistrů vznikla potřeba nového hudebního symbolu. Proto Tony Britten napsal text a jako melodii použil adaptaci korunovační hymny „Zadok the Priest“ z Coronation Anthems Georga Fridricha Händela z roku 1727, která byla nahrána Royal Philharmonic Orchestra a nazpívána hudebním uskupením Akademie sv. Martina v polích.

## Text a melodie
Hymna je sborem zpívána ve třech jazycích (němčině, angličtině a francouzštině, což jsou tři oficiální jazyky používané organizací UEFA a zároveň mají tyto jazyky zdůrazňovat vzájemnou jednotu, bratrství a přátelství). Skladba je hrána před každým oficiálním zápasem, který je organizovaný organizací UEFA. Celá hymna má délku přes tři minuty a skládá se ze dvou zpěvů a dvou opakování. Skladba byla také mnohokrát oceněna.[zdroj?]
| Originál | Překlad |
| --- | --- |
| Ce sont les meilleures équipes Sie sind die allerbesten Mannschaften The main event Die Meister Die Besten Les Grandes Équipes The Champions Une grande réunion Eine große sportliche Veranstaltung The main event Ils sont les meilleurs Sie sind die Besten These are the champions Die Meister Die Besten Les Grandes Équipes The Champions | To jsou ty nejlepší týmy Oni jsou ty nejlepší týmy Hlavní událost Mistři Ti nejlepší Ty největší týmy Mistři Velká sešlost Velká sportovní událost Hlavní událost Oni jsou ti nejlepší Tohle jsou mistři Mistři Ti nejlepší Ty největší týmy Mistři |